# Stójków
Stójków (niem. Olbersdorf) – wieś w Polsce położona w województwie dolnośląskim, w powiecie kłodzkim, w gminie Lądek-Zdrój.
W przeszłości do wsi należał przysiółek Żywica (niem. Harzwald). Obecnie nazwa niestandaryzowana. 

## Położenie
Stójków to niewielka wieś leżąca nad Białą Lądecką, na granicy Krowiarek i Gór Złotych, na wysokości około 440–460 m n.p.m.

## Podział administracyjny
W latach 1975–1998 miejscowość administracyjnie należała do województwa wałbrzyskiego.

## Nazwa
Do 1 stycznia 2014 wieś nosiła urzędową nazwę Stojków.

## Historia
Pierwsza wzmianka o Stójkowie pochodzi z 1346 roku. W 1423 było tu wolne sędziostwo. W roku 1840 w miejscowości były 23 domy, w tym: 2 młyny wodne, tartak, kuźnia i piekarnia.
W 1897 roku przez Stójków przeprowadzono linię kolejową do Stronia Śląskiego, lokując tu przystanek kolejowy Lądek Stójków. W jego okolicach od wiosny 1928 roku odbywały się pierwsze loty szybowcowe na ziemi kłodzkiej.
Po 1945 roku działał tu kamieniołom.